# Solanum incanum
Solanum incanum es una especie de planta fanerógama de la familia de las solanáceas que es originaria del África subsahariana y el Medio Oriente, hasta la India. Puede ser confundida con la especie similar Solanum linnaeanum que se encuentra en África.  En la antigüedad en India, fue domesticada.

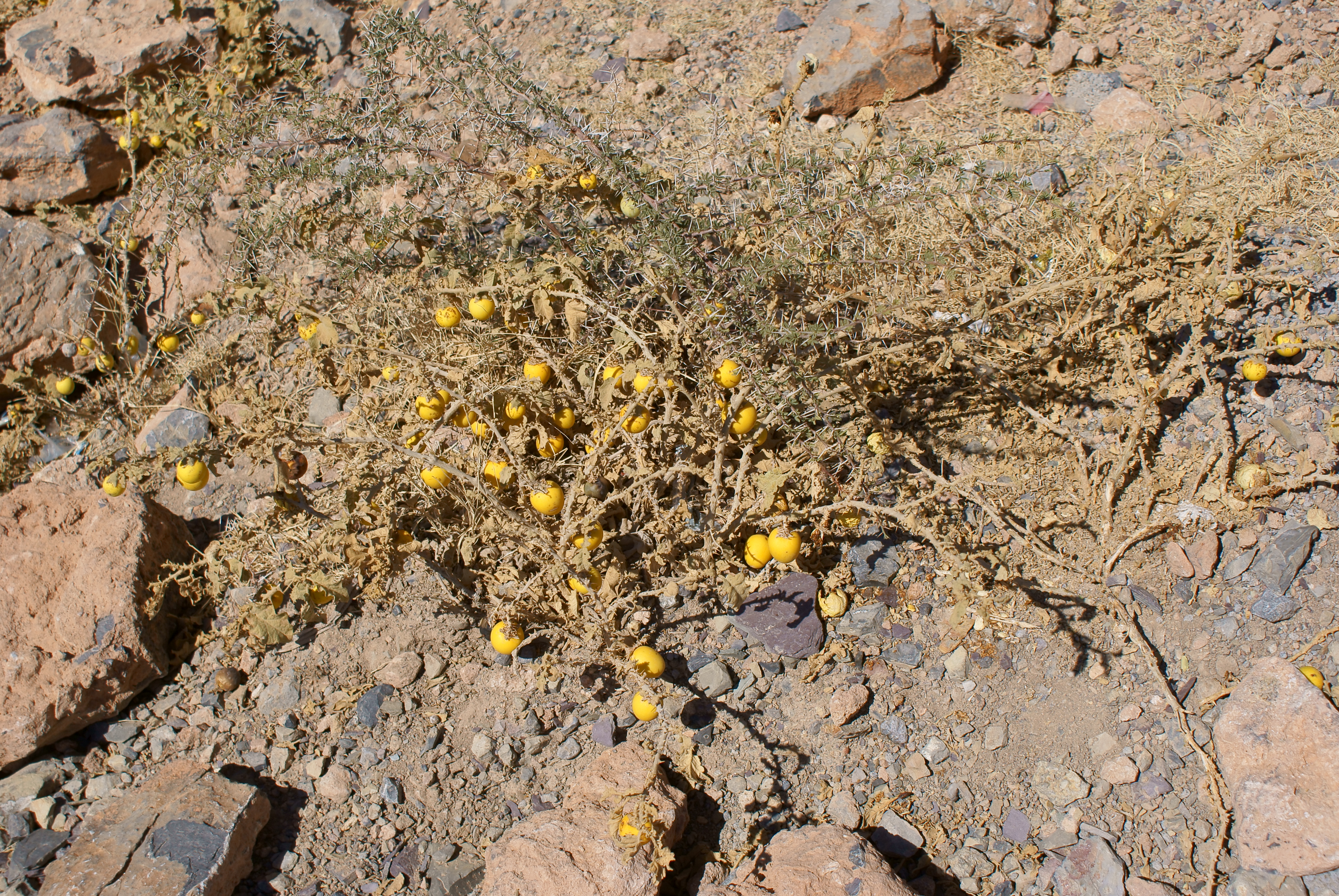
Vista de la planta

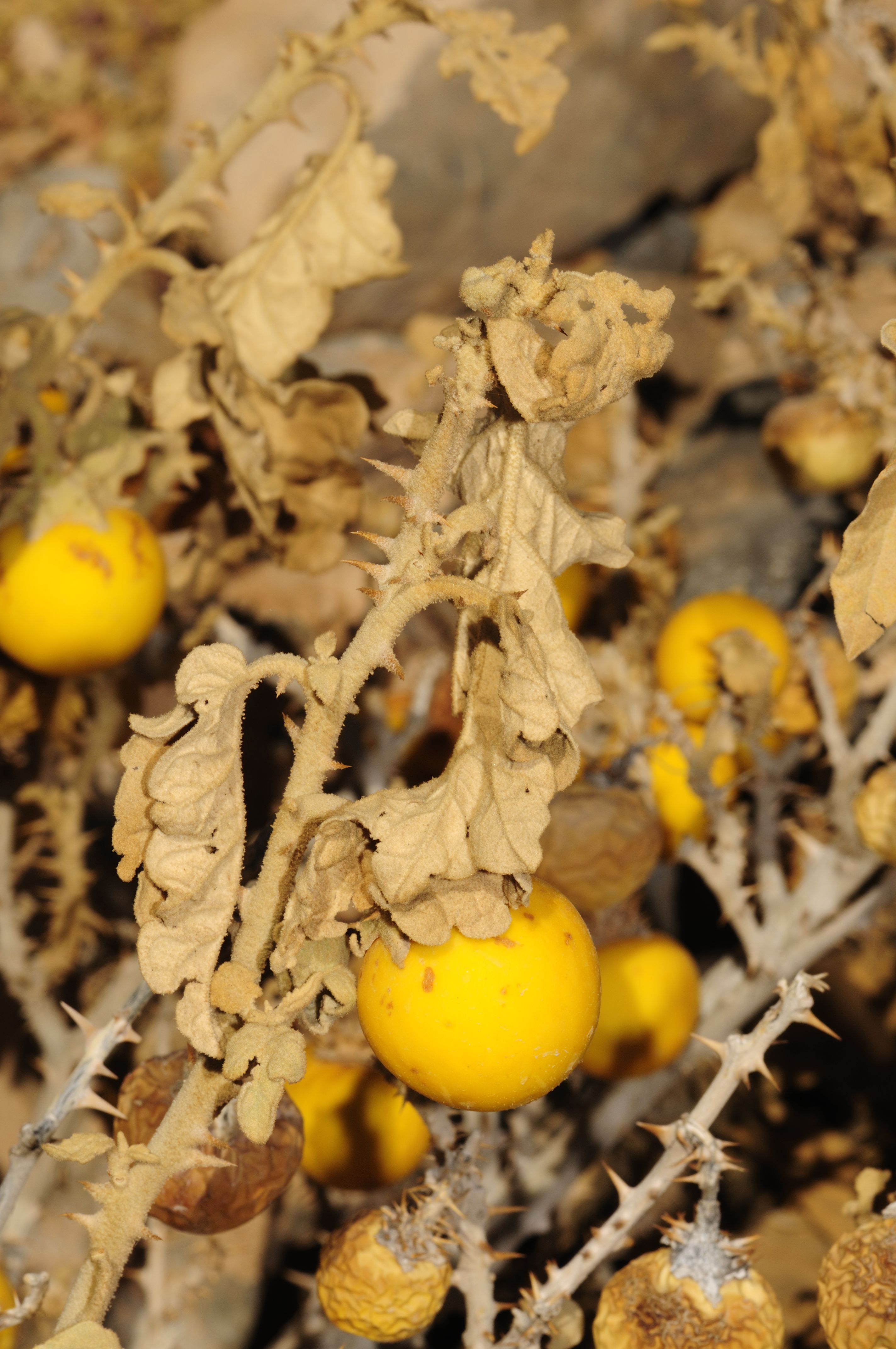
Vista de la planta

## Descripción
Es una hierba erecta para arbusto que alcanza un tamaño de 0,4-1,5 m de altura, espinosa. Los tallos jóvenes teretes, densamente estrellado-pubescentes y espinosos, con tricomas. Las hojas simples, con la lámina de 6-22 cm de largo, 4-15 cm de ancho,  1,5 veces más largo que ancho, ovadas, cartáceas. Las inflorescencias aparentemente terminales o laterales, de 3-8 cm de largo, no ramificadas, con 5-10 flores, 1-3 flores abiertas en un momento dado. Corola de 2,4-3 cm de diámetro de color malva. El fruto es una baya esférica,  con 100-200 semillas por baya, de 2.2 a 2.8 mm de largo, 1.8 a 2.3 mm de ancho, reniforme-aplanada, de color amarillo opaco de color naranja-marrón. Tiebne un número de cromosomas de: n = 12.

## Usos
Las plantas se utilizan en África tropical, incluida Etiopía, como tratamiento de salud tradicional para el tratamiento de enfermedades como dolor de garganta, dolor de estómago, malaria, resfriado común, hipertensión, diabetes, dolor de cabeza, menstruación dolorosa, dolor de hígado y dolor causado por oncocercosis, neumonía y reumatismo.

## Taxonomía
Solanum incanum fue descrita por Carlos Linneo y publicado en Species Plantarum 1: 188. 1753.
Etimología
Ver: Solanum
incanum: epíteto latino que significa "canosa".
Sinonimia
- Solanum bojeri Dunal
- Solanum sanctum L.[9]